# Gračanica
Gračanica è un comune situato nella parte nord-occidentale della Bosnia ed Erzegovina a est di Doboj e a ovest di Tuzla nel Cantone di Tuzla con 48 395 abitanti al censimento 2013.
È situato nella valle del fiume Spreča sulla strada che collega Doboj a Tuzla a circa 50 km da quest'ultima.

## Storia
La città è menzionata per la prima volta in un documento ufficiale nel 1528 quando la zona era conosciuta per una miniera di ferro. Ottenne lo status di città nel 1548 e crebbe notevolmente nel XVII secolo grazie a Ahmed-Paša Budimlija che costruì la moschea, la torre dell'orologio e i bagni pubblici. Lo sviluppo proseguì anche successivamente, sotto la guida dell'Impero austro-ungarico

## Società

### Evoluzione demografica
Negli ultimi censimenti la popolazione era così divisa dal punto di vista etnico:
| Composizione etnica |        |        |            |        |        |       |           |       |       |       |        |
| Anno                | Serbi  | %      | Bosgnacchi | %      | Croati | %     | Iugoslavi | %     | Altri | %     | Totale |
| 1961                | 8 543  | 28,29% | 20 726     | 68,62% | 171    | 0,57% | 686       | 2,27% | 77    | 0,25% | 30 203 |
| 1971                | 13 135 | 27 97% | 33 135     | 70 57% | 199    | 0,42% | 184       | 0,39% | 297   | 0,65% | 46 950 |
| 1981                | 13 226 | 24,35% | 38 189     | 70,32% | 135    | 0,25% | 2 359     | 4,34% | 402   | 0,74% | 54 311 |
| 1991                | 13 566 | 22,97% | 42 628     | 72,19% | 135    | 0,23% | 1 501     | 2,54% | 1 220 | 2,07% | 59 050 |

## Località
- Babići
- Boljanić
- Bosansko Petrovo Selo
- Doborovci
- Donja Lohinja
- Džakule
- Gornja Lohinja
- Gračanica
- Kakmuž
- Karanovac
- Lendići
- Lukavica
- Malešići
- Miričina
- Orahovica Donja
- Orahovica Gornja
- Piskavica
- Porječina
- Pribava
- Prijeko Brdo
- Rašljeva
- Skipovac Donji
- Skipovac Gornji
- Sočkovac
- Soko
- Stjepan Polje
- Škahovica
- Vranovići

## Amministrazione

### Gemellaggi
- Formia
- Fleury-les-Aubrais
- Haninge
- San Mauro Pascoli